# Kósii
Kósii (grec moderne : Κόσιη) est un village de Chypre situé dans le district de Lárnaca et n'ayant plus aucun habitant.